# Colombo, Paraná
Colombo är en stad och kommun i södra Brasilien och ligger i delstaten Paraná. Den ligger ett par mil norr om Curitiba, delstatens huvudstad, och hade år 2010 cirka 203 000 invånare. Staden härrör från bosättningen Colônia Alfredo Chaves, som började bebos av italienska bosättare 1878. Platsens namn ändrades till Colombo 1890.